# 4-те навчальне авіаційне крило (Польща)
4-те навчальне авіаційне крило (пол. 4 Skrzydło Lotnictwa Szkolnego) — тактичне з'єднання Повітряних сил Польщі.
14 жовтня 2008 року у Військово-повітряній академії місті Демблін відбувся урочистий мітинг з нагоди формування 4-го навчального авіаційного крила.
31 грудня 2009 року введено пам'ятний знак 4-го шкільного авіаційного крила.
З 27 січня 2011 року частина носить ім'я свого патрона - бригадного генерала. піл. Вітольд Урбанович.
18 квітня 2011 року введено розпізнавальний знак 4-го аерошкольного авіаційного крила.

## Формування та організаційні зміни
Рішенням міністра національної оборони № 47 від 5 серпня 2008 року було сформовано командування 4-го навчального авіаційного крила. Станом на 17 грудня 2008 року до її складу входили 1 авіаційний навчальний центр у Дембліні, 2 авіаційний навчальний центр у Радомі, інженерно-авіаційний навчальний центр у Дембліні, 6 авіабаза у Дембліні та 1 штаб аеропорту в Радомі. У результаті реформування командних структур з 1 січня 2014 року крило переходить у підпорядкування Головного командування Збройних Сил.

## Організаційна структура
- Командування 4-го навчального авіаційного крила в Дембліні (військова частина 4461)
- 41 Базове авіаційне училище[pl] у Дембліні (військова частина 4929)
- 42 Базове авіаційне училище[pl] в Радомі (військова частина 4938)
- Центр військової підготовки та підготовки в Закопане
- Центр висоти, рятування та парашутної підготовки в Познані - Кшесіні

## Командири
- бригадний генерал Томаш Древняк - з 14 жовтня 2008 року по 15 березня 2013 року.
- бригадний генерал Мар’ян Єленєвський – з 15 березня 2013 року по 3 листопада 2015 року.
- полковник Цезаря Вишневського - з 3 листопада 2015 р. по 19 лютого 2016 р.
- полковник Єжи Хойновський – з 19 лютого 2016 року по 9 травня 2016 року.
- бригадний генерал Войцех Пікула - з 9 травня 2016 року до 1 грудня 2020 року
- бригадний генерал Гжегож Слюсаж - з 1 грудня 2020 року